# Lidija Apohal Vučkovič
Lidija Apohal-Vučkovič, slovenska pravnica in političarka, * 1954.
Med 20. marcem 1997 in 15. junijem 2000 ter med 8. decembrom 2000 in 15. oktobrom 2004 je bila državna sekretarka Republike Slovenije na Ministrstvu za delo, družino in socialne zadeve Republike Slovenije.